# Eskilstrup Sogn
Eskilstrup Sogn er et sogn i Falster Provsti (Lolland-Falsters Stift).
I 1800-tallet var Eskilstrup Sogn anneks til Ønslev Sogn. Begge sogne hørte til Falsters Nørre Herred i Maribo Amt. Ønslev-Eskilstrup sognekommune blev ved kommunalreformen i 1970 indlemmet i Nørre Alslev Kommune, der ved strukturreformen i 2007 indgik i Guldborgsund Kommune.
I Eskilstrup Sogn ligger Eskilstrup Kirke.
I sognet findes følgende autoriserede stednavne:
- Eskilstrup (bebyggelse, ejerlav)
- Nyby (bebyggelse)
- Ovstrup (bebyggelse, ejerlav)
- Ovstrup Skov (areal, bebyggelse)
- Stødstrup (bebyggelse, ejerlav)
- Svangårde (bebyggelse)
- Sørup (bebyggelse, ejerlav)
- Torebro Huse (bebyggelse)